# Önundur Oddsson
Önundur breiðskeggur Oddsson también Ulfarson (n. 870) fue un caudillo vikingo y uno de los primeros colonos de Borgarfjörður. Las sagas mencionan que era hijo de Ulfar Ulfarson y nieto de Ulf fitjaskägg Thorirson (c. 865), hijo de Thorir larmande. Tuvo su hacienda en Breiðabólstaðir, Hjalli í Ölfusi, Árnessýsla en Islandia. Se casó con Geirlaug Þormóðardóttir, hija de Þormóður gamli Bersason (apodado el Viejo, n. 840) y de esa relación nació Tongu-Odd, uno de los personajes de la Saga de Hænsna-Þóris. Önundur fue el primer goði del clan familiar de los Reykhyltingar.